# Ourika (flod)
Oued Ourika (arabisk: نهر أوريكا) er en stor flod i Marrakesh-Safi- regionen i det sydlige Marokko. Den er omkring 100 km lang og nogen gange tørlagt i den nedre del.

## Geografi
Oued Ourika har sit udspring i en sæsonmæssigt varierende højde i Høje Atlas på den nordlige flanke af 4167 meter høj Jbel Toubkal ca. 30 km sydvest for bjerglandsbyen Setti Fatma. Den løber først i nordøstlig retning, derefter i nordlig retning og løber til sidst omkring 12. km nordøst for Marrakech i Oued Tensift.
Den 17. august 1995 fandt en ødelæggende oversvømmelse sted på Ourika efter kraftig nedbør. Der var målt vandmængder på over 1000 m³/sek. 730 mennesker blev dræbt.

## Seværdigheder
Bjerglandskabet ved den øvre del af Oued Ourika byder på mange attraktioner. Bjergvandringer eller vandreture af flere dages varighed er mulige; Der tilbydes også kanoture. På den midterste del ligger den forladte by Aghmat.